# Madársóskafajok listája
A madársóska (Oxalis) a madársóska-virágúak (Oxalidales) rendjébe és a madársóskafélék (Oxalidaceae) családjába tartozó nemzetség.
Az OGYÉI által közzétett lista szerint mérgező hatásuk miatt fogyasztásuk tiltott.

## Rendszerezés
A nemzetségbe az alábbi 545 faj tartozik:
- Oxalis abercornensis R.Knuth
- erdei madársóska (Oxalis acetosella) L. - típusfaj
- Oxalis acromelaena Diels
- Oxalis acuminata Schltdl.
- Oxalis adenodes Sond.
- Oxalis adenophylla Gillies ex Hook. & Arn.
- Oxalis adspersa Eckl. & Zeyh.
- Oxalis alata Zucc.
- Oxalis albicans Kunth
- Oxalis albiuscula T.M.Salter
- Oxalis algoensis Eckl. & Zeyh.
- Oxalis alpina (Rose) Rose ex R.Knuth
- Oxalis alstonii Lourteig
- Oxalis alvimii Lourteig
- Oxalis amamiana Hatus.
- Oxalis ambigua Jacq.
- Oxalis amblyodonta T.M.Salter
- Oxalis amblyosepala Schltr.
- Oxalis andina Britton
- Oxalis androsacea R.Knuth
- Oxalis annae F.Bolus
- Oxalis anomala T.M.Salter
- Oxalis anthelmintica A.Rich.
- Oxalis aptera Zucc. ex Progel
- Oxalis apurimacensis Lourteig
- Oxalis arachnoidea Progel
- Oxalis arbuscula Barnéoud
- Oxalis arenaria Bertero
- Oxalis areolata Taub.
- Oxalis argentina R.Knuth
- Oxalis argillacea F.Bolus
- Oxalis argyrophylla T.M.Salter
- Oxalis aridicola T.M.Salter
- Oxalis artemioides Fiaschi
- Oxalis articulata Savigny
- Oxalis atacamensis Reiche
- Oxalis attaquana T.M.Salter
- Oxalis aurea Schltr.
- Oxalis aureoflava Steud.
- Oxalis ausensis R.Knuth
- Oxalis bakeriana Exell
- Oxalis balansae Guillaumin
- Oxalis barrelieri L.
- Oxalis bartolomensis R.Knuth
- Oxalis bela-vitoriae Lourteig
- Oxalis benjaminii Lourteig
- Oxalis bermejensis R.Knuth
- Oxalis bifida Thunb.
- Oxalis bifrons Progel
- Oxalis bifurca G.Lodd.
- Oxalis bipartita A.St.-Hil.
- Oxalis bisecta Norlind
- Oxalis bisfracta Turcz.
- Oxalis blackii Lourteig
- Oxalis blanchetii R.Knuth
- Oxalis blastorhiza T.M.Salter
- Oxalis bojeriana Baill.
- Oxalis boliviana Britton
- Oxalis bowiei W.T.Aiton ex G.Don
- Oxalis brasiliensis G.Lodd. ex Drapiez
- Oxalis bulbigera R.Knuth
- Oxalis bulbillifera X.S.Shen & Hao Sun
- Oxalis bulbocastanum Phil.
- Oxalis burkei Sond.
- Oxalis burtoniae T.M.Salter
- Oxalis caerulea (Small) R.Knuth
- Oxalis caesariata Lourteig
- Oxalis caesia Phil.
- Oxalis cajalbanensis Urb.
- Oxalis calachaccensis R.Knuth
- Oxalis californica (Abrams) R.Knuth
- Oxalis callosa R.Knuth
- Oxalis calva Progel
- Oxalis calviniensis R.Knuth
- Oxalis camelopardalis T.M.Salter
- Oxalis campicola T.M.Salter
- Oxalis campylorhiza T.M.Salter
- Oxalis capillacea E.Mey. ex Sond.
- Oxalis caprina Thunb.
- Oxalis cardenasiana Lourteig
- Oxalis carminea R.Knuth
- Oxalis carolina J.Suda & Sudová
- Oxalis cathara T.M.Salter
- Oxalis caucensis R.Knuth
- Oxalis cerradoana Lourteig
- Oxalis chachahuensis Alfonso, Prina & Muiño
- Oxalis chamaecrista Baill.
- Oxalis chapmaniae Exell
- Oxalis chartacea Norlind
- Oxalis chasquiensis R.Knuth
- Oxalis chnoodes Lourteig
- Oxalis ciliaris Jacq.
- Oxalis ciliata Spreng.
- Oxalis cinerea Zucc.
- Oxalis clandestina Phil.
- Oxalis clausenii Lourteig
- Oxalis clavifolia Sond.
- Oxalis clematodes Donn.Sm.
- Oxalis colatinensis Fiaschi
- Oxalis colchaguensis Lourteig
- Oxalis commutata Sond.
- Oxalis comosa E.Mey. ex Sond.
- Oxalis compacta Gillies ex Hook. & Arn.
- Oxalis compressa Thunb.
- Oxalis comptonii T.M.Salter
- Oxalis confertifolia (Kuntze) R.Knuth
- Oxalis confertissima A.St.-Hil.
- Oxalis conorrhiza Jacq.
- Oxalis conventionensis Lourteig
- Oxalis convexula Jacq.
- Oxalis copiosa F.Bolus
- Oxalis coralleoides R.Knuth
- Oxalis cordata A.St.-Hil., A.Juss. & Cambess.
- Oxalis cornellii Andersson
- szürke madársóska (Oxalis corniculata) L.
- Oxalis cotagaitensis R.Knuth
- Oxalis cratensis Hook.
- Oxalis creaseyi T.M.Salter
- Oxalis crispula Sond.
- Oxalis crocea T.M.Salter
- Oxalis cuatrecasasii Lourteig
- Oxalis cuneata Jacq.
- Oxalis cuzcensis R.Knuth
- Oxalis cytisoides Zucc.
- Oxalis davyana R.Knuth
- Oxalis debilis Kunth
- Oxalis decaphylla Kunth
- Oxalis densa N.E.Br.
- Oxalis densifolia Zucc.
- Oxalis depressa Eckl. & Zeyh.
- Oxalis deserticola T.M.Salter
- Oxalis diamantinae R.Knuth
- Oxalis dichondrifolia A.Gray
- Oxalis dichotoma T.M.Salter
- Oxalis dilatata L.Bolus
- parlagi madársóska (Oxalis dillenii) Jacq.
- Oxalis dimidiata Donn.Sm.
- Oxalis dines Ornduff
- Oxalis discolor Klotzsch
- Oxalis disticha Jacq.
- Oxalis distincta R.Knuth
- Oxalis divaricata Zucc.
- Oxalis divergens Benth. ex Lindl.
- Oxalis doceana Lourteig
- Oxalis dolichopoda Diels
- Oxalis dombeyi A.St.-Hil.
- Oxalis dregei Sond.
- Oxalis dreyerae Oberl. & Roets
- Oxalis droseroides E.Mey. ex Sond.
- Oxalis drummondii A.Gray
- Oxalis dudleyi Lourteig
- Oxalis dumetorum Barnéoud
- Oxalis duriuscula Schltr.
- Oxalis ebracteata Savigny
- Oxalis eckloniana C.Presl
- Oxalis ecuadorensis R.Knuth
- Oxalis elegans Kunth
- Oxalis elsae R.Knuth
- Oxalis engleriana Schltr.
- Oxalis enneaphylla Cav.
- Oxalis eremobia Phil.
- Oxalis ericifolia Oberl. & Dreyer
- Oxalis ericoides R.Knuth
- Oxalis eriocarpa DC.
- Oxalis eriolepis Wedd.
- Oxalis erosa R.Knuth
- Oxalis erythrorhiza Gillies ex Hook. & Arn.
- Oxalis exilis A.Cunn.
- Oxalis exserta T.M.Salter
- Oxalis extensa T.M.Salter
- Oxalis falcatula T.M.Salter
- Oxalis famatinae R.Knuth
- Oxalis fendleri Lourteig
- Oxalis fenestrata Dreyer, Roets & Oberl.
- Oxalis fergusoniae T.M.Salter
- Oxalis fibrosa F.Bolus
- Oxalis filifoliolata J.Suda & Krejcíková
- Oxalis filiformis Kunth
- Oxalis flagellata (Rusby) Lourteig
- Oxalis flava L.
- Oxalis flaviuscula T.M.Salter
- Oxalis florida Salisb.
- Oxalis fourcadei T.M.Salter
- Oxalis foveolata Turcz.
- Oxalis fragilis T.M.Salter
- Oxalis frutescens L.
- Oxalis fruticosa Raddi
- Oxalis furcillata T.M.Salter
- Oxalis gagneorum Fosberg & Sachet
- Oxalis gardneriana Progel
- Oxalis geralensis R.Knuth
- Oxalis giftbergensis T.M.Salter
- Oxalis glabra Thunb.
- Oxalis glauca Kunth
- Oxalis glaucescens Norlind
- Oxalis goetzei Engl.
- Oxalis goniorhiza Eckl. & Zeyh.
- Oxalis goyazensis Turcz.
- Oxalis gracilipes Schltr.
- Oxalis gracilis Jacq.
- Oxalis grammopetala Sond.
- Oxalis grammophylla T.M.Salter
- Oxalis grandis Small
- Oxalis gregaria R.Knuth
- Oxalis griffithii Edgew. & Hook.f.
- Oxalis grisea A.St.-Hil. & Naudin
- Oxalis gyrorhiza Bertero ex Colla
- Oxalis haedulipes T.M.Salter
- Oxalis hedysarifolia Raddi
- Oxalis hedysaroides Kunth
- Oxalis heidelbergensis T.M.Salter
- Oxalis helicoides T.M.Salter
- Oxalis hepatica Norlind
- Oxalis hernandesii DC.
- Oxalis herrerae R.Knuth
- Oxalis heterophylla DC.
- Oxalis hirsuta Sond.
- Oxalis hirsutibulba Dreyer, Roets & Oberl.
- Oxalis hirsutissima Zucc.
- Oxalis hirta L.
- Oxalis hispidula Zucc.
- Oxalis hochreutineri J.F.Macbr.
- Oxalis holosericea Phil.
- Oxalis huantensis R.Knuth
- Oxalis humbertii Lourteig
- Oxalis humblotii R.Knuth
- Oxalis hyalotricha Lourteig
- Oxalis hygrophila Dreyer
- Oxalis hypopilina Diels
- Oxalis hypsophila Phil.
- Oxalis illinoensis Schwegman
- Oxalis imbricata Eckl. & Zeyh.
- Oxalis impatiens Vell.
- Oxalis inaequalis Weintroub
- Oxalis incarnata L.
- Oxalis inconspicua T.M.Salter
- Oxalis integra R.Knuth
- Oxalis involuta T.M.Salter
- Oxalis ioeides T.M.Salter & Exell
- Oxalis irreperta Lourteig
- Oxalis jacquiniana Kunth
- Oxalis jamesonii Lourteig
- Oxalis jasminifolia Norlind
- Oxalis johnstonii R.Knuth
- Oxalis juruensis Diels
- Oxalis kalbreyeri Lourteig
- Oxalis kamiesbergensis T.M.Salter
- Oxalis killipii Lourteig
- Oxalis knuthiana T.M.Salter
- Oxalis laciniata Cav.
- Oxalis lanata Thunb.
- Oxalis lasiandra Zucc.
- Oxalis lasiopetala Zucc.
- Oxalis lasiorhiza T.M.Salter
- Oxalis latemucronata Lourteig
- Oxalis latifolia Kunth
- Oxalis lawsonii F.Bolus
- Oxalis laxa Hook. & Arn.
- Oxalis laxicaulis R.Knuth
- Oxalis leipoldtii Schltr.
- Oxalis leptocalyx Sond.
- Oxalis leptogramma T.M.Salter
- Oxalis leptopodes G.Don
- Oxalis lespedezioides G.Don
- Oxalis leucophylla Phil.
- Oxalis levis T.M.Salter
- Oxalis libertatis Lourteig
- Oxalis lichenoides T.M.Salter
- Oxalis linarantha Lourteig
- Oxalis lindaviana Schltr.
- Oxalis lindneri R.Knuth
- Oxalis linearis Jacq.
- Oxalis lineolata T.M.Salter
- Oxalis linoides R.Knuth
- Oxalis livida Jacq.
- Oxalis lomana Diels
- Oxalis longissima (Kuntze) K.Schum.
- Oxalis loricata Dusén
- Oxalis lotoides Kunth
- Oxalis louisae T.M.Salter
- Oxalis lucumayensis R.Knuth
- Oxalis luederitzii Schinz
- Oxalis lunulata Zucc.
- Oxalis luteola Jacq.
- Oxalis macbridei R.Knuth
- Oxalis macra Schltr.
- Oxalis macrocarpa (Small) R.Knuth
- Oxalis macropoda Baker
- Oxalis madrensis S.Watson
- Oxalis magellanica G.Forst.
- Oxalis magnifica (Rose) R.Knuth
- Oxalis mandioccana Raddi
- Oxalis marcapatensis R.Knuth
- Oxalis marlothii Schltr. ex R.Knuth
- Oxalis massoniana T.M.Salter
- Oxalis matancillae Lourteig
- Oxalis mathewsii R.Knuth
- Oxalis medicaginea Kunth
- Oxalis megalorrhiza Jacq.
- Oxalis meisneri Sond.
- Oxalis melanograpta T.M.Salter
- Oxalis melanosticta Sond.
- Oxalis melilotoides Zucc.
- Oxalis melindae Lourteig
- Oxalis metcalfei (Small) R.Knuth
- Oxalis microcarpa Benth.
- Oxalis microdonta T.M.Salter
- Oxalis minima Ruiz & Pav. ex G.Don
- Oxalis minuta Thunb.
- Oxalis mira Lourteig
- Oxalis modestior R.Knuth
- Oxalis mollis Kunth
- Oxalis mollissima (Rusby) R.Knuth
- Oxalis monochasiata Fiaschi
- Oxalis monophylla L.
- Oxalis montana Raf.
- Oxalis monticola Arechav.
- Oxalis moqueguensis R.Knuth
- Oxalis morelosii Pérez-Calix
- Oxalis morenoensis Lourteig
- Oxalis morronei Alicia López & Múlgura
- Oxalis mucronulata Norlind
- Oxalis multicaulis Eckl. & Zeyh.
- Oxalis muscoides Phil.
- Oxalis myriophylla A.St.-Hil.
- Oxalis nahuelhuapiensis Speg.
- Oxalis namaquana Sond.
- Oxalis natans Thunb.
- Oxalis nelsonii (Small) R.Knuth
- Oxalis neuwiedii Zucc.
- Oxalis nidulans Eckl. & Zeyh.
- Oxalis niederleiniana Hieron. ex R.Knuth
- Oxalis niederleinii R.Knuth
- Oxalis nigrescens A.St.-Hil.
- Oxalis nivea Roets, Dreyer & Oberl.
- Oxalis noctiflora R.M.MacFarl., Dreyer, Roets & Oberl.
- Oxalis nortieri T.M.Salter
- Oxalis novae-caledoniae R.Knuth & Schltr.
- Oxalis novae-guineensis Lourteig
- Oxalis novemfoliolata Heibl & Martic.
- Oxalis nubigena Walp.
- Oxalis nudiflora DC.
- Oxalis obliquifolia Steud. ex A.Rich.
- Oxalis obtriangulata Maxim.
- Oxalis obtusa Jacq.
- Oxalis oculifera E.G.H.Oliv.
- Oxalis odonellii Lourteig
- Oxalis odorata J.C.Manning & Goldblatt
- Oxalis oligophylla T.M.Salter
- Oxalis oligotricha Baker
- Oxalis orbicularis Sialter
- Oxalis oregana Nutt.
- Oxalis oreithala T.M.Salter
- Oxalis ornithopus Phil.
- Oxalis ortgiesii Regel
- Oxalis orthopoda T.M.Salter
- Oxalis ostenii Arechav.
- Oxalis oulophora Lourteig
- Oxalis ovalleana Phil.
- Oxalis pachyrrhiza Wedd.
- Oxalis pallens Eckl. & Zeyh.
- Oxalis palmifrons T.M.Salter
- Oxalis paludosa A.St.-Hil.
- Oxalis papuana F.Muell.
- Oxalis paranaensis Lourteig
- Oxalis pardalis Sond.
- Oxalis paucartambensis R.Knuth
- Oxalis pavonii G.Don
- Oxalis peduncularis Kunth
- Oxalis pendulifolia T.M.Salter
- Oxalis penicillata Phil.
- Oxalis pennelliana R.Knuth
- Oxalis perdicaria (Molina) Bertero
- Oxalis perineson T.M.Salter & Exell
- Oxalis peruviana Norlind
- Oxalis pes-caprae L.
- Oxalis petiolulata F.Bolus
- Oxalis petraea T.M.Salter
- Oxalis petricola Dreyer, Roets & Oberl.
- Oxalis petrophila R.Knuth
- Oxalis phaeotricha Diels
- Oxalis phaseolifolia (Rusby) R.Knuth
- Oxalis phloxidiflora Schltr.
- Oxalis physocalyx Zucc. ex Progel
- Oxalis picchensis R.Knuth
- Oxalis pickeringii A.Gray
- Oxalis pillansiana T.M.Salter & Exell
- Oxalis pilosa Nutt.
- Oxalis pilulifera Progel
- Oxalis pinetorum (Small) Urb.
- Oxalis pinguiculacea R.Knuth
- Oxalis platylepis Wedd.
- Oxalis pocockiae L.Bolus
- Oxalis polymorpha Zucc.
- Oxalis polyphylla Jacq.
- Oxalis polyrhiza R.Knuth
- Oxalis porphyriosiphon T.M.Salter
- Oxalis potamophila Lourteig
- Oxalis praetexta Progel
- Oxalis pretoensis Lourteig
- Oxalis priceae Small
- Oxalis primavera (Rose) R.Knuth
- Oxalis primuloides R.Knuth
- Oxalis procumbens Steud. ex A.Rich.
- Oxalis psammophila G.Will.
- Oxalis pseudocernua R.Knuth
- Oxalis pseudohirta T.M.Salter
- Oxalis pseudolobata R.Knuth
- Oxalis pseudoviolacea R.Knuth
- Oxalis psilopoda Turcz.
- Oxalis psoraleoides Kunth
- Oxalis ptychoclada Diels
- Oxalis puberula Nees & Mart.
- Oxalis pulchella Jacq.
- Oxalis pulvinata T.M.Salter
- Oxalis punctata Thunb.
- Oxalis punensis R.Knuth
- Oxalis purpurascens T.M.Salter
- Oxalis purpurata Jacq.
- Oxalis purpurea L.
- Oxalis pusilla Jacq.
- Oxalis pycnophylla Wedd.
- Oxalis pyrenea Taub.
- Oxalis reclinata Jacq.
- Oxalis recticaulis Sond.
- Oxalis reflexa T.M.Salter
- Oxalis refracta A.St.-Hil.
- Oxalis renifolia R.Knuth
- Oxalis rhombeo-ovata A.St.-Hil.
- Oxalis rhombifolia Jacq.
- Oxalis rhomboidea T.M.Salter
- Oxalis ricardii Lourteig
- Oxalis rigidicaulis R.Knuth
- Oxalis riparia Norlind
- Oxalis robinsonii T.M.Salter & Exell
- Oxalis robusta (Rose) R.Knuth
- Oxalis rosea Jacq.
- Oxalis roselata A.St.-Hil.
- Oxalis rosettifolia Roets, Dreyer & Oberl.
- Oxalis rubricallosa Oberl., Dreyer & Roets
- Oxalis rubropunctata T.M.Salter
- Oxalis rugeliana Urb.
- Oxalis rupestris A.St.-Hil.
- Oxalis rusbyi Lourteig
- Oxalis rutenbergii O.Hoffm.
- Oxalis salteri L.Bolus
- Oxalis salteriana V.V.Byalt
- Oxalis salticola Lourteig
- Oxalis saltusbelli Dreyer & Roets
- Oxalis salvadorensis Sidwell
- Oxalis san-miguelii R.Knuth
- Oxalis sandemanii Lourteig
- Oxalis sarmentosa Zucc.
- Oxalis scandens Kunth
- Oxalis schaeferi R.Knuth
- Oxalis scoparia Norlind ex Urb.
- Oxalis sellowiana Zucc.
- Oxalis sellowii Spreng.
- Oxalis semiloba Sond.
- Oxalis semitruncata Lourteig
- Oxalis senecta T.M.Salter
- Oxalis sepalosa Diels
- Oxalis sepium A.St.-Hil.
- Oxalis serpens A.St.-Hil.
- Oxalis setosa E.Mey. ex Sond.
- Oxalis simplex T.M.Salter
- Oxalis simplicifolia Lorence & W.L.Wagner
- Oxalis sleumeri Lourteig
- Oxalis smithiana Eckl. & Zeyh.
- Oxalis solomonii Lourteig
- Oxalis sonderiana (Kuntze) J.F.Macbr.
- Oxalis spiralis Ruiz & Pav. ex G.Don
- Oxalis spruceana Progel
- Oxalis squamata Zucc.
- Oxalis squarrosa Barnéoud
- Oxalis staffordiana R.Knuth
- Oxalis stellata Eckl. & Zeyh.
- Oxalis stenopetala T.M.Salter
- Oxalis stenoptera Turcz.
- Oxalis stenorhyncha T.M.Salter
- Oxalis stictocheila T.M.Salter
- Oxalis stokoei Weintroub
- felálló madársóska (Oxalis stricta) L.
- Oxalis strictula Steud.
- Oxalis strigosa T.M.Salter
- Oxalis suavis R.Knuth
- Oxalis subacaulis Gillies ex Hook. & Arn.
- Oxalis suborbiculata Lourteig
- Oxalis subsessilis L.Bolus
- Oxalis subvillosa Norlind
- Oxalis suksdorfii Trel.
- Oxalis suteroides T.M.Salter
- Oxalis tabaconasensis R.Knuth
- Oxalis tacorensis B.L.Burtt
- Oxalis telmatica Lourteig
- Oxalis tenella Jacq.
- Oxalis teneriensis R.Knuth
- Oxalis tenerrima R.Knuth
- Oxalis tenuifolia Jacq.
- Oxalis tenuipes T.M.Salter
- Oxalis tenuis T.M.Salter
- Oxalis tessmannii R.Knuth
- szerencsehere (Oxalis tetraphylla) Cav.
- Oxalis texana (Small) R.Knuth
- Oxalis thelyoxys Focke
- Oxalis thompsoniae B.J.Conn & P.G.Richards
- Oxalis tomentosa Thunb.
- Oxalis tortuosa Lindl.
- Oxalis tragopoda T.M.Salter
- Oxalis trianae R.Knuth
- Oxalis triangularis A.St.-Hil.
- Oxalis trichophylla Baker
- Oxalis trilliifolia Hook.
- Oxalis trollii R.Knuth
- Oxalis truncatula Jacq.
- Oxalis tuberosa Molina
- Oxalis tysonii E.Phillips
- Oxalis uliginosa Schltr.
- Oxalis umbraticola A.St.-Hil.
- Oxalis valdiviensis Barnéoud
- Oxalis vargasii Lourteig
- Oxalis variifolia Steud.
- Oxalis veadeirosensis Lourteig
- Oxalis velutina Diels
- Oxalis versicolor L.
- Oxalis villosula R.Knuth
- Oxalis violacea L.
- Oxalis violacella A.P.Khokhr.
- Oxalis virgata Rusby
- Oxalis virginea Jacq.
- Oxalis virgosa Molina
- Oxalis viscosa E.Mey. ex Sond.
- Oxalis weberbaueri Diels
- Oxalis westii Lourteig
- Oxalis williamsii R.Knuth
- Oxalis wulingensis T.Deng, D.G.Zhang & Z.L.Nie
- Oxalis wurdackii Lourteig
- Oxalis xantha T.M.Salter
- Oxalis xerophyton R.Knuth
- Oxalis xiphophylla Baker
- Oxalis yacutulensis R.Knuth
- Oxalis yungasensis Rusby
- Oxalis zamorana Lourteig
- Oxalis zeekoevleyensis R.Knuth
- Oxalis zeyheri Sond.